# Kodak Nr. 1

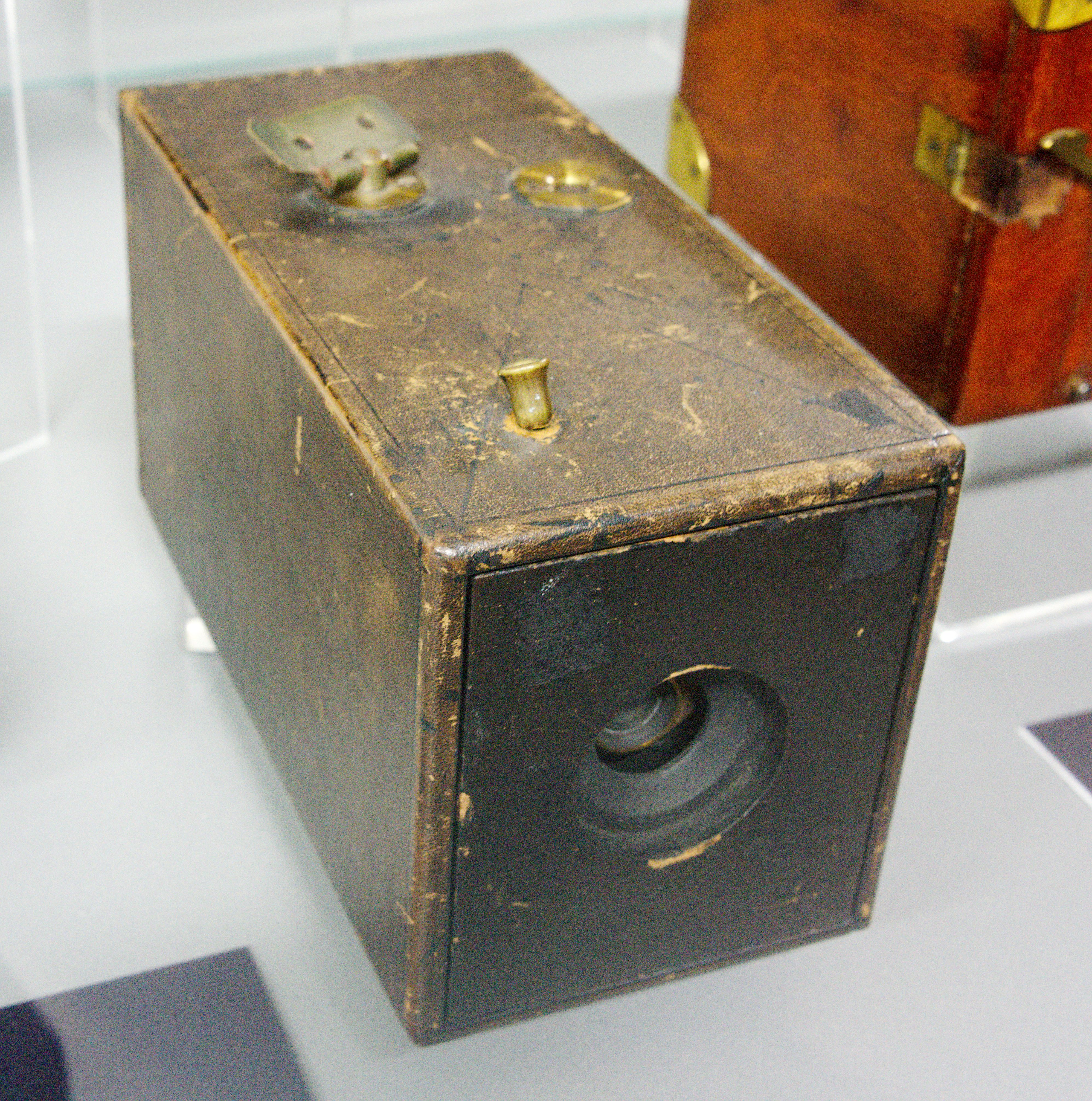
Die Kodak Nr. 1

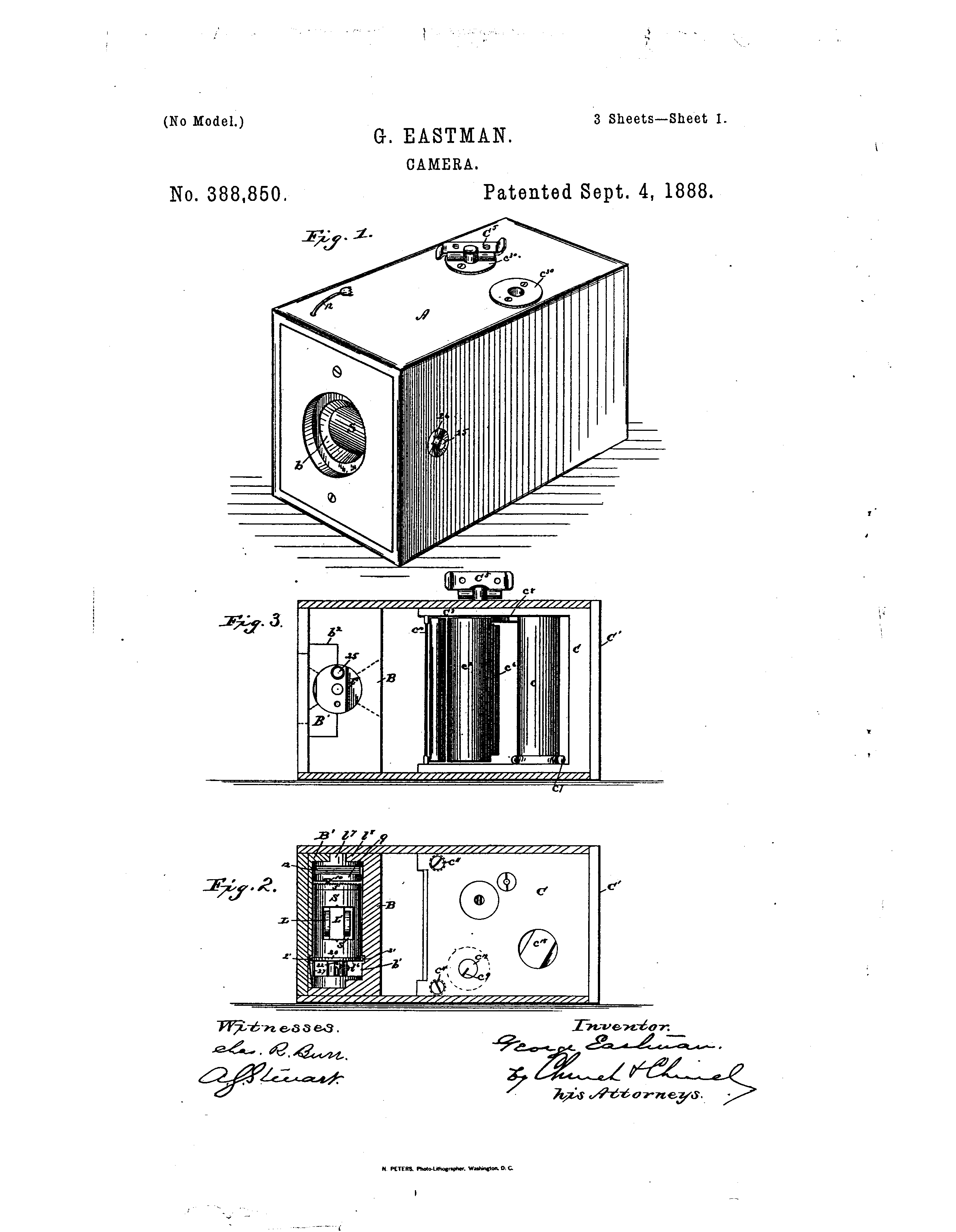
US Patent No. 388.850 (Seite 1), erteilt an George Eastman am 4. September 1888

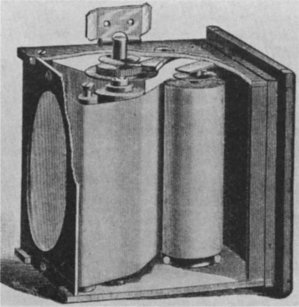
Der Rollenhalter-Mechanismus, Scientific American 1888

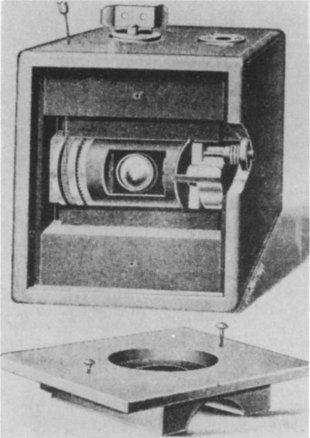
Frontschnitt, Scientific American 1888

Die Kodak Nr. 1 von George Eastman ist ein legendenumwobener Fotoapparat aus der Geschichte der Fotografie. Sie ist der direkte Nachfolger der Original Kodak, die 1888 erstmals vorgestellt und patentiert, deren Produktion jedoch bereits 1889 wieder eingestellt wurde. Die Kodak Nr. 1 wurde von 1889 bis 1895 produziert. Der Hauptzweck der Kodak Nr. 1 bestand darin, Eastmans Rollfilm zu vermarkten, den Eastman jedoch nicht als Erster patentiert hatte und um den sich ein Rechtsstreit mit Reverend Hannibal Goodwin bis 1898 hinzog, den Eastman verlor.

## Original-Kodak
Die Kodak Nr. 1 unterscheidet sich nur unwesentlich von ihrer Vorgängerin, der Kodak (The Kodak, auch Original Kodak). Ein einfacherer Sektorenverschluss (sector shutter) ersetzt nun den in der Produktion zu teuren Zylinderverschluss (barrel shutter). Der Auslöseknopf befindet sich, wie auch bei den Nachfolgemodellen, nun etwas tiefer an der Seite. Von Vorne gesehen ist das Objektiv – ist der Objektivdeckel aus Filz abgenommen – nun ständig sichtbar und die beiden Schrauben der Frontplatte verschwinden. Die Schnur des Verschlussaufzugs auf der Oberseite rückt etwas in die Mitte der Box. Die Filmtransportanzeige (kleines Sichtfenster) und der Filmtransportknebel bleiben an derselben Stelle. Erst mit der Einführung der Kodak Nr. 2 1889, jetzt mit rundem Reflexsucher, Fixfokus-Objektiv, Blendeneinstellung und um einen Inch größeren Bildern, bezeichnete man das Modell als Kodak Nr. 1. Kodak selbst bezeichnet die Original Kodak und die Kodak Nr. 1 auch als No 1 Kodak camera (barrel shutter) und No 1 Kodak camera (sector shutter).

## Kameragehäuse
Die Kodak Nr. 1 war eine von dem Kamerakonstrukteur Frank A. Brownell für Eastman entwickelte Amateurkamera in Box-Bauweise, die das Fotografieren ganz erheblich vereinfachen sollte. Sie bestand aus einem Holzgehäuse, das mit glattem Leder überzogen war, und hatte die kompakten Abmessungen von 6½×3¼×3¾ Inch (L×B×H, 16,5×8,3×9,6 Zentimeter) sowie ein Gewicht von gut 900 Gramm. Der Preis lag bei – für damalige Verhältnisse – recht kostspieligen 25 Dollar bzw. in Deutschland bei 120 Mark.
Der Kodak Nr. 1 fehlte – wie auch vielen zeitgenössischen Detektivkameras – ein Sucher. Auf der Oberfläche gab es jedoch V-förmige Peillinien. Sie lieferte runde Negative mit einem Durchmesser von 65 Millimetern (2½ inch) und nutzte den von Georg Walker entwickelten Rollenhalter für Rollfilm, auf dem hundert Bilder aufgezeichnet werden konnten. Die kürzest mögliche Belichtungszeit lag bei 1⁄25 Sekunde und wurde durch einen Sektorenverschluss eingesteuert.
Das Kameragehäuse ist abgeleitet von den Ende des 19. Jahrhunderts verbreiteten so genannten Schülerapparaten und Geheimkameras, die mit einfachen Landschaftslinsen ausgestattet waren, im Gegensatz zum Kodak jedoch Glasplatten als Aufnahmematerial verwendeten und daher vergleichsweise umständlich zu bedienen waren. Die Gemeinsamkeit all dieser Kamerabauformen des ausgehenden 19. Jahrhunderts bestand jedoch darin, dass sie mobil, d. h. tragbar waren. Die Plattenkameras dieser Zeit erforderten dagegen immer ein Stativ, waren nur schwer zu transportieren und keineswegs permanent aufnahmebereit wie eine typische Boxkamera.

## Objektiv
In die Box fest eingebaut war ein Objektiv von Bausch & Lomb (Rochester) mit einer Brennweite von 75 mm (was bei einem Bilddurchmesser von 65 mm sogar leicht im Telebereich liegt) und einer für Boxkameras typischen Lichtstärke von 1:9 (Blende f/9).

## Rollfilm
Die Kodak Nr. 1 verwendete zunächst den so genannten Stripping-Film mit Papier als Trägermaterial für die Filmschicht (seit 1884), was sich in der Weiterverarbeitung jedoch als unpraktisch erwies, da die Beschichtung dazu vom Papierträger abgelöst und auf eine Glasplatte übertragen werden musste.
Der Rollfilm mit Papier als Schichtträger war – entgegen der offiziellen Historiografie von Kodak – keine Erfindung von George Eastman; die Rollkassette mit Negativpapier wurde von Leon Warnerke in London erfunden, der bereits 1875 eine funktionsfähige Kamera mit Rollfilm auf Kollodium-Basis sowie ab 1881 mit Gelatine-Emulsion konstruiert hatte.
Eastman ersetzte das Papier daher in den Nachfolgemodellen ab 1889 (Kodak 4, Kodak Junior 3 etc.) durch einen Transparentfilm auf Zelluloidunterlage, den er als American Film patentieren ließ. Den American Film hatte Henry M. Reichenbach für Eastman entwickelt und am 9. April 1889 zum Patent angemeldet.
Den Zelluloid-Rollfilm mit einer Bromsilber-Gelatine-Schicht hatte allerdings bereits 1887 Hannibal Goodwin patentieren lassen; der folgende Rechtsstreit zog sich bis zur Löschung des Kodak-Patents 1898 hin. Bis dahin hatte Eastman allerdings bereits eine marktbeherrschende Stellung in der aufkommenden Fotoindustrie erreicht und einen neuen Massenmarkt erschlossen.
Der Foto-Rollfilm auf Zelluloidbasis ersetzte nicht nur die Fotoplatte, sondern bildete auch die Grundlage für den Kinefilm, den Edison beidseitig perforierte und so den modernen fotografischen Laufbildträger schuf.

## Entwicklungsdienst

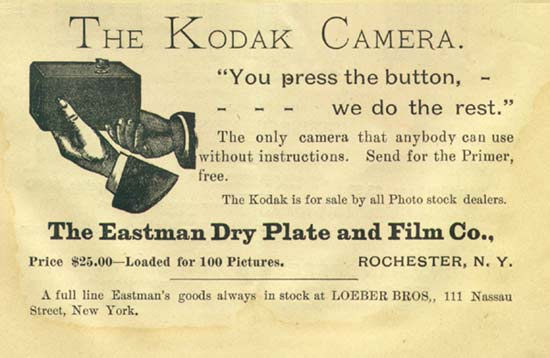
Werbeanzeige 1889, „You press the button, we do the rest“

Eine Besonderheit der Kodak Nr. 1 war der Filmentwicklungsdienst; der einprägsame Werbeslogan zur Kamera lautete: “You press the button, we do the rest” (dt. „Sie drücken den Knopf, wir erledigen den Rest“).
Eastman bot einen Entwicklungsdienst für zehn Dollar, bei dem die Kamera zusammen mit dem belichteten Film über einen Händler eingeschickt wurde. Nach Verarbeitung im Labor der Eastman Company in Rochester erhielt man dann die entwickelten Negative mit Abzügen zurück, in die Kamera war dann bereits vom Labor ein neuer Film eingelegt worden. In den USA dauerte dies etwa vier Wochen, in Europa weitaus länger. Die Papierbilder wurden nicht vergrößert, sondern entsprachen in ihren Abmessungen der Negativgröße.

## Bedienkonzept

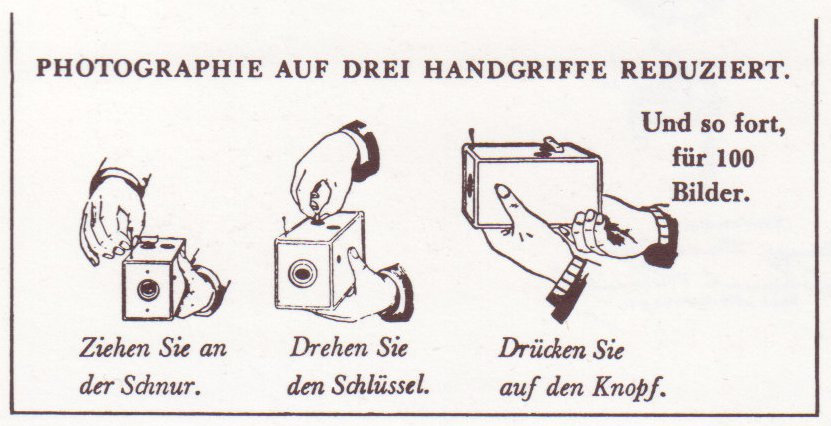
1. Verschluss spannen, 2. Film vorspulen, 3. Anfertigen einer Aufnahme. Anzeige 1888/92

Eastman hatte den Kodak als „ein photographisches Notizbuch“ konzipiert; die Bedienung musste daher möglichst schnell, einfach und komplikationslos sein. Der Kodak verfügte daher nur über wenige Bedienelemente, dadurch aber auch nur über wenige Kontroll- oder Eingriffsmöglichkeiten für den Fotografen.
Der Verzicht auf einen Sucher erschwerte die Bildgestaltung und die Kontrolle des Bildausschnitts, was vor allem Berufsfotografen beklagten, die gewohnt waren, das Bild in voller Größe auf der Einstellscheibe ihrer Stativkamera betrachten zu können. Den Kodak richtete man einfach auf das Motiv und löste aus; dieses Schießen aus der Hüfte ohne sorgfältiges Zielen bezeichnete man in Anlehnung an die Jägersprache als Schnappschuss (engl. snapshot), der Kodak zählt daher – wie auch alle anderen Boxkameras – zu den Point-and-Shoot-Kameras.
Dieser Verlust an Bildkontrolle ermöglichte andererseits eine ständige Aufnahmebereitschaft, die Kameras dieser Bauform vor allen „ernsthaften“ Modellen auszeichnete.
„Die Photographie wird auf diese Weise jedem Menschen zugänglich gemacht, der von dem, was er sieht, ein Bild festhalten möchte. Ein solches fotografisches Notizbuch enthält dauerhafte Dokumente von Dingen, die man nur einmal im Leben sieht, und gibt dem glücklichen Besitzer die Möglichkeit, beim Schein des heimischen Kamins zu Szenen zurückzukehren, die anderenfalls im Gedächtnis verblassen und verlorengehen würden“ (George Eastman: The Kodak Manual, zit. in Beaumont Newhall: Geschichte der Fotografie, S. 134).

## Geschichte und Rezeption

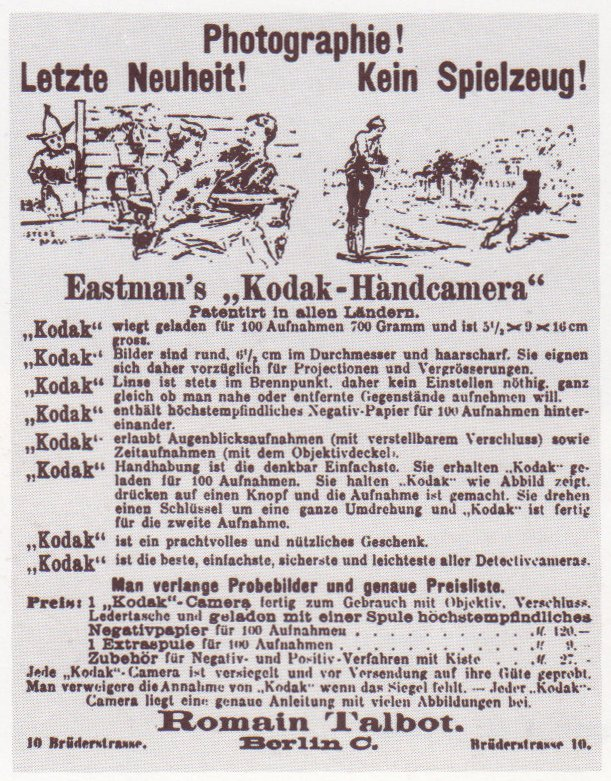
Aus der allerersten Werbezeit: Anzeige, Deutschland, 1888

Nach Lesart von Kodak handelte es sich bei der Kodak Nr. 1 um die erste Rollfilmkamera überhaupt, sie habe den Beginn der Amateurfotografie eingeleitet und sie sei billig gewesen.
Diese Legenden sind jedoch fast ausnahmslos falsch, wie der Fotohistoriker Timm Starl nachwies. Die Kodak Nr. 1 wurde weder von Eastman persönlich entwickelt, noch hat sie die Amateurfotografie begründet, noch war sie die erste Rollfilmkamera – und billig war sie im Vergleich zu anderen fotografischen Produkten vom Ende des 19. Jahrhunderts auch nicht: Die Kodak-Geschichte „ist in den wesentlichen Teilen falsch, wichtige Personen und Fakten werden nicht genannt, andere zu Unrecht hervorgehoben“ (Starl 1995: 45).
Entwickelt wurde der Kodak von Frank A. Brownell für Eastman; die Rollkassette mit Negativpapier wurde von Leon Warnerke in London erfunden, der bereits 1875 eine funktionsfähige Kamera mit Rollfilm auf Kollodium-Basis sowie ab 1881 mit Gelatine-Emulsion konstruiert hatte; die frühe Amateurfotografie entstand parallel zur Entwicklung der Fotografie um 1840, vor allem jedoch mit der Entwicklung der Handkameras (ab den 1870er Jahren, mit der Entwicklung lichtstarker Objektive, z. B. Voigtländers Euryscop von 1878 und Steinheils Antiplanat von 1881) sowie mit der Erfindung von Maddox’ Gelatine-Trockenplatte (1871). Der Gegenpol zur Amateurfotografie – die Berufsfotografie – differenzierte sich parallel dazu ebenfalls ab 1840 aus: Beide Verwendungsformen entwickeln sich bereits in den ersten Jahren der Fotografie.
Die Kamera war auch kommerziell wenig erfolgreich, die produzierte Stückzahl der Original Kodak betrug über 5.200, der Kodak Nr. 1 über 10.000 und der Kodak Nr. 2 über 19.000 Modelle. Auf die Kodak Nr. 1 folgten diverse Kodak-Varianten; die erste wirklich erfolgreiche Kodak-Kamera war die Brownie Nr. 2 von 1901 (Aufnahmeformat 6x9 cm), eine typische frühe Boxkamera.
Einer der Hauptgründe für den Misserfolg der Kodak Nr. 1 dürfte wohl der vergleichsweise hohe Preis gewesen sein; eine vergleichbare Kamera dieser Zeit, Dr. R. Krügeners Taschenbuchcamera von Haake & Albers, kostete mit 60 Mark nur rund die Hälfte; 100 Trockenplatten dazu kosteten fünf Mark, die Einrichtung eines geeigneten Fotolabors weitere 60 Mark.
Bekannt und erfolgreich wurde dagegen der Kodak-Werbespruch You press the button, we do the rest. Harper’s Magazine schrieb über ihn 1891:

„Man hört ihn auf der Straße, in der Eisenbahn, im Theater, eigentlich überall, wo Männer und Frauen zusammenkommen. Die humoristischen Zeitschriften haben ihn paraphrasiert, und immer wieder verwendet man ihn als moralische Pointe oder zur Ausschmückung einer Erzählung.“

Bedeutung hatte der Kodak weder aufgrund seiner Konstruktion, noch wegen des anfänglich noch viel zu umständlichen und zeitaufwendigen Verarbeitungsverfahrens der Rollfilme, sondern vielmehr durch die aggressive Vermarktung durch die Eastman Company, welche die eigenen Rollfilme und Kameras unter Übergehung konkurrierender Patente über ein eigens aufgebautes Vertriebsnetz in den Markt drückte.

## Namhafte Nutzer
Zu den bekanntesten Nutzern der Kodak Nr. 1 zählten u. a. die Schriftsteller Émile Zola, August Strindberg, Karel Čapek und George Bernard Shaw sowie die Maler Edgar Degas, Pierre Bonnard und Fernand Khnopff.

## Vergleichbare Kameramodelle

Inserat für die Kodak Brownie No. 0, ca. 1914

Deutsche Hersteller griffen die Idee einer preiswerten und kompakten Boxkamera für den Massenmarkt in den 1920er Jahren wieder auf; Hersteller wie ICA, Optische Anstalt Goerz und ESPI sowie Zeiss Ikon und Agfa brachten eine Flut von kastenförmigem Kameras mit einfacher Optik auf den Markt. Auch Kodak stellte neue Brownies vor, die zwar schön anzusehen waren, aber nur geringen Erfolg hatten.
Besonders großen Erfolg hatte dagegen Agfas so genannte Preis-Box von 1932, die für vier Reichsmark angeboten wurde und sich – dank flankierender Werbemaßnahmen – als überwältigender Erfolg erwies: Innerhalb weniger Monate wurden rund 900.000 Kameras verkauft – und das im Umfeld der Weltwirtschaftskrise; zum Vergleich: Von der Kodak Brownie 620 wurden nur 27.000 Stück hergestellt. Die Konkurrenz, vor allem Balda, Eho und später auch Beier und Certo, zog mit entsprechend preiswerten Modellen nach und setzte 1932 über 200.000 weitere Boxkameras ab.
Andere frühe Kompaktkamera-Bauformen:
- Handkamera
- Buchkamera
- Detektiv- oder Geheimkamera